# Боковська волость (Олександрійський повіт)
Боковська волость — історична адміністративно-територіальна одиниця Олександрійського повіту Херсонської губернії.

## Історичні відомості
Точна дата створення волості невідома. Існувала станом на 1864 рік. В цьому році волосний голова — Довгаль, волосний «засідатель» — Радченко, казенний заступник — Яцечко, волосний писар — Герко.
На 1864 рік в волості проживало 3304 душ чол. статі і 3090 — жін., а вже на 01.01.1865 — 3517 і 3408 відповідно, в тому числі духовних — 16 і 27 душ відповідно, дворян і чиновників у відставці — 5 і 3, жидів — 39 і 41 відповідно.
Станом на 1886 рік складалася з декількох поселень, 3 сільських громад. Населення — 9247 осіб (4642 осіб чоловічої статі та 4605 — жіночої), 1661 дворове господарство.
|                     | Площа, десятин | У тому числі орної, дес. |
| ------------------- | -------------- | ------------------------ |
| Сільських громад    | 19342          | 11840                    |
| Приватної власності | —              | —                        |
| Казенної власності  | 5364           | 1315                     |
| Іншої власності     | 150            | 50                       |
| Загалом             | 24856          | 13206                    |

Поселення волості:
- Бокова — село при річці Боковій за 63 версти від повітового міста, 2599 осіб, 478 дворів, православна церква, лікарня, школа, аптека, 4 лавки, винний склад, ярмарок: 6 січня, першої неділі посту, страстної неділі, на день Преполовенія, 24 червня та 22 жовтня, базари по неділях.
- Варварівка — село при річці Боковій, 2995 осіб, 543 двори, православна церква, школа, 2 лавки, базари по неділях.
- Гурівка — село при річці Боковій, 3653 особи, 640 дворів, православна церква, школа, 4 лавки, базари по неділях.
- Порфирівка
- Бойківка
- Мажарівка
- Ганівка
- Карабилівка

та інші: З документу 1886 р.:
«Стан 3. Земский участок 10. Адрес волостного правления — почтовое отделение Братолюбовка Александрийского уезда, оттуда в с. Боковое. Православные церкви в волости были в с. Боковое (Карабиловка), с. Варваровка, с. Гуровка.
Волостной центр — с. Боковое (Карабиловка), р. Боковая, дворов 570, жителей 3352 (1679 муж., 1673 жен.), волостное правление, православная церковь, земская почтовая станция, земская школа уч. 170 (м. 150, д. 20), церковно-приходская школа уч. 13 (м. 10, д. 3), метеорологическая станция, 10 лавок, винная лавка, оптовый склад вина и спирта, корчма, 50 базарных дней, уездный город в 55 верстах, станция ж.д. Долинское в 26 верстах. Акацатовых ус., Анновка д. (Цыбульчина), Бойковка д. (Чечелева), Боковое с. (Карабиловка), Булаха х., Буцкаго 2 ус., Вакулы 2 х. (Розварино, Разварино), Варваровка с., Вольскаго х., Гаевских х., Гаевской х, Глиняная пос., Глиняной х. (Акацатовой), Грузкая пос., Гуровка с., Долинскаго х., Долинских ус., Жежеля х., Иванова ус., Исаевича ус., Кашля х., Котовка д., Крестьянский х. (Бессарабова Балка, Бессарабский), Ласкаваго 2 ус., Мажаровка д., Обитоки д., Порфировка д., Солдатский х., Сытаевка д. (Сытаевых, Марьевка, Гаевских), Таранухиной х. (Дембинской, Грузский), Терноватка пос., Цыбульской х., Шамраевой х. (Шамравка), Школы х., Яголковской х., Яцечка х.».

На 29.05.1903 відомий волосний старшина — А. Кузьменко — голова Боковського волосного правління. Правління мало печатку з гербом.